# 積木の部屋
「積木の部屋」（つみきのへや）は、1974年3月10日発売の布施明のシングル曲である。

## 解説
- 1974年大晦日の「第16回日本レコード大賞」で歌唱賞を受賞した。
- 同日の『第25回NHK紅白歌合戦』へ8年連続8回目の出場を果たす。
- オリコンチャート上の売上数は、58.2万枚を記録[1]。これは布施が唯一ミリオンセラーを達成し、さらに翌1975年末の「第17回日本レコード大賞」など数々の音楽賞でグランプリを獲得した「シクラメンのかほり」に次いで、2番目のヒット曲となった。
- タイトルの「積木の部屋」は、当時渡辺プロダクションで布施明のマネージャーを務めていた小坂洋二の命名によるもの（スージー鈴木『EPICソニーとその時代』集英社新書、2021年、p216）。
- 小西良太郎は「布施はこれでスキャンダル・ボーイから脱皮した」と評価した[2]。

## 収録曲
1. 積木の部屋
  - 作詞：有馬三恵子、作曲・編曲：川口真
2. 愛の孤独
  - 作詞：なかにし礼、作曲・編曲：川口真